# Karen-Lise Mynster
Karen-Lise Mynster (født 7. maj 1952 i Aalborg) er en dansk skuespillerinde. Fik sit gennembrud i 1978 som Eliza i My Fair Lady på Det Danske Teater, men er nok først og fremmest landskendt for sin rolle som Ulla Jacobsen i den populære DR-serie Matador. Karen-Lise Mynster er desuden kendt for roller i både komedier, mere alvorlige film samt flere tv-serier.

## Karriere
Karen-Lise Mynster er uddannet skuespiller fra Statens Teaterskole i 1975, hvorpå hun blev engageret på Aalborg Teater nogle år. Hun fik sit gennembrud som Eliza i My Fair Lady på Det Danske Teater i 1978 og fik senere en række andre store roller og successer på teater og i revyer. Hun har gennem sin karriere udvist et samfundsmæssigt, politisk engagement, hvilket hun bl.a. har demonstreret med initiativet til cabareten Vi længes sikkert mod noget andet med tekster af blandt andet Bertolt Brecht og Harald Herdal. Senere har hun haft stor succes i titelrollerne i Hedda Gabler (1994) og Maria Stuart (1998) samt som Johanne Louise Heiberg i Fra regnormenes liv på Det Danske Teater (2003)
Hun har også indspillet en del film og er måske især kendt for sin rolle som moderen i komedierne om Krummerne. Hun har dog også spillet mere seriøse film.
Karen-Lise Mynster er endvidere tilknyttet lydbogsforlaget Momo - Skuespillernes Lydbogsværksted, hvor hun har indlæst flere lydbøger.
Hun holder foredrag om sit arbejde, lige som hun optræder med oplæsning af værker af forskellige forfattere, men overordnet set er teaterarbejdet hendes vigtigste prioritet.
Hun var gift med kollegaen Søren Spanning og har sammen med ham datteren Rosalinde Mynster og sønnen Jasper Spanning.

## Filmografi

### Film
| År   | Titel                           | Rolle                    | Noter      |
| ---- | ------------------------------- | ------------------------ | ---------- |
| 1977 | Skytten                         | Plejerske                |            |
| 1980 | Verden er fuld af børn          | Susanne                  |            |
| 1983 | Den ubetænksomme elsker         | Irene Holme              |            |
| 1983 | Der er et yndigt land           | Katrine                  |            |
| 1985 | Johannes' hemmelighed           | Pigens mor               |            |
| 1987 | Peter von Scholten              | Anna 'Lise' von Scholten |            |
| 1987 | Hip Hip Hurra!                  | Martha Johansen          |            |
| 1991 | Krummerne                       | Krummes mor              |            |
| 1992 | Sofie                           | Sofie                    |            |
| 1992 | Krummerne 2 - Stakkels Krumme   | Krummes mor              |            |
| 1994 | To mand i en sofa               | Dorthe                   |            |
| 1994 | Krummerne 3 - Fars gode idé     | Krummes mor              |            |
| 1997 | Skat - det er din tur           | Charlotte Haahr          |            |
| 1999 | Lille mænsk                     | Karen                    |            |
| 1999 | Indien                          | Aprils mor (stemme)      |            |
| 1999 | Kærlighed ved første hik        | Bente, Viktors mor       |            |
| 2000 | Tegninger                       | Mor                      |            |
| 2000 | Blinkende lygter                | Stefans mor              |            |
| 2000 | Italiensk for begyndere         | Kirsten, ejendomsmægler  |            |
| 2001 | Anja & Viktor                   | Bente, Viktors mor       |            |
| 2002 | Små ulykker                     | Hanne                    |            |
| 2003 | Regel nr. 1                     | Helle Åkerwall, mor      |            |
| 2003 | Tvilling                        | Marianne, Julies mor     |            |
| 2003 | Anja efter Viktor               | Bente, Viktors mor       |            |
| 2004 | Lad de små børn                 | Anette Christoffersen    |            |
| 2005 | Flyd mine tårer                 | Mor                      |            |
| 2006 | Korridorerne                    | Tegnelærer               |            |
| 2006 | Supervoksen                     | Bodil                    |            |
| 2006 | Arabesk til en LP af Gainsbourg | Kvinden                  |            |
| 2007 | Uden for kærligheden            | Rachel                   |            |
| 2007 | En mand kommer hjem             | Sebastians mor           |            |
| 2008 | Gaven                           | Susanne                  |            |
| 2008 | One Shot                        | Janne                    |            |
| 2009 | Vanvittig forelsket             | Rektor                   |            |
| 2011 | Noget i luften                  | Else                     |            |
| 2016 | De standhaftige                 |                          |            |
| 2018 | Vildheks                        |                          |            |
| 2018 | Battle                          | Danselærer               | Norsk film |
| 2018 | Christian IV - Den sidste rejse | Kirsten Munk (gammel)    |            |
| 2019 | Den tid på året                 | Gunna                    |            |
| 2020 | Lille sommerfugl                | Louise                   |            |

### Tv-produktioner
| År        | Titel                   | Rolle                               | Noter        |
| --------- | ----------------------- | ----------------------------------- | ------------ |
| 1978-81   | Matador                 | Ulla Jacobsen, bankassistent        | 12 afsnit    |
| 1981      | Krigsdøtre              | Kirsten                             |              |
| 1988      | Falskt forår            | Tenna                               |              |
| 1992      | Kald mig Liva           | Ella Heiberg                        |              |
| 1995      | Alletiders nisse        | Eva                                 | julekalender |
| 1996      | Krummernes jul          | Krummes mor                         | julekalender |
| 1996-97   | Bryggeren               | Johanne                             |              |
| 1998      | Tusindfryd              |                                     |              |
| 1998      | Majoren                 |                                     |              |
| 2001      | Rejseholdet             | Irene                               | Ét afsnit    |
| 2002      | Hotellet                | Winnie/Aminahs mor                  | To afsnit    |
| 2003      | Nikolaj og Julie        | Anne, advokat                       | Tre afsnit   |
| 2004-2006 | Ørnen                   | Alice Villum, justitsminister       |              |
| 2005      | Fra regnormenes liv     | Johanne Louise Heiberg              |              |
| 2008-09   | 2900 Happiness          | Gudrun Lemcke Schmidt               | 25 afsnit    |
| 2014      | Tidsrejsen              | Ruth                                | julekalender |
| 2020      | Når støvet har lagt sig | Elisabeth Hoffmann, justitsminister |              |

### Stemme til tegnefilm
| År   | Titel   | Rolle | Noter |
| ---- | ------- | ----- | ----- |
| 1998 | Mulan   |       |       |
| 2004 | Mulan 2 |       |       |

## Priser og hædersbevisninger
- 1982: LO's kulturpris
- 1984: Henkel-Prisen
- 1989: Tagea Brandts Rejselegat
- 1995: Teaterpokalen
- 2002: Reumert (Kabareten Tågænger)
- 2003: Reumert (Årets kvindelige hovedrolle i Regnormenes liv)
- 2004: Reumert (Hædersprisen)
- 2007: Reumert (Årets kvindelig hovedrolle i Pietà)
- 2013: Rungstedlund-prisen
- 2015: Lauritzenprisen
- 2016: Wilhelm Hansens pris
- 2015: Reumert (Årets kvindelige hovedrolle i Det der er, Husets Teater)